# چشم گربه (فیلم ۱۹۸۵)
چشم گربه (انگلیسی: Cat's Eye) فیلمی در ژانر ترسناک به کارگردانی لوئیس تیگ است که در سال ۱۹۸۵ منتشر شد.

## بازیگران
- درو بریمور
- کندی کلارک
- آلن کینگ
- رابرت هیز
- کنت مک‌میلان
- جیمز ناتن
- جیمز ربهورن
- چارلز اس. داتون
- مایک استار
- جیمز وودز
- پاتریشیا کالمبر
- جان فرانسیس دیلان